# 광양 중흥산성 삼층석탑
광양 중흥산성 삼층석탑(光陽 中興山城 三層石塔)은 대한민국 전라남도 광양시 옥룡면 중흥산성에 있는, 신라 말기에 건립된 삼층석탑이다. 1963년 1월 21일 대한민국의 보물 제112호로 지정되었다.
3.8미터의 높이에 섬세하고 아름다운 조형미를 갖추었으며, 기단면석의 각 면이 양분되어 인왕(仁王), 사천왕(四天王), 천부상(天部像), 신장(神將)과 보살상 등이 조각되어 있다. 1층 탑신의 4면에는 연꽃 위에 앉아 있는 부처상이 각각 조각되어 있다. 옥개받침은 3단씩인데 옥상(屋上)은 약간의 경사를 이루었으며, 옥개석은 받침이 너무 짧고 두터운 특징이 있으며 상륜에는 보주만이 있다. 크기보다는 외관에 치중하여 섬세하고 장식적인 경향이 두드러진 신라하대 탑파의 전형적인 형태이다.

## 개요
중흥산성 서쪽 시냇가에 있는 3층 석탑이다. 중흥산성에는 신라 경문왕 때 도선대사가 창건한 중흥사(中興寺)가 자리하고 있었으나, 임진왜란 당시 왜병과의 격전끝에 승병들은 모두 죽고 절은 불에 타버렸다고 전한다.
이 탑은 원래 광양 중흥산성 쌍사자 석등(국보 제103호)과 함께 있었으나, 석등은 서울 국립중앙박물관으로 옮기고 석탑만이 남아 있다. 탑은 2단의 기단(基壇) 위에 3층의 탑신(塔身)을 올린 형태이다. 위층기단에는 모서리 기둥을 굵직하게 조각하였다. 한 면을 둘씩 나누어서 앞면에는 인왕상(仁王像)을, 양 측면에는 사천왕상(四天王像)을, 뒷면에는 보살상(菩薩像)을 도드라지게 새겼다. 탑신부는 몸돌과 지붕돌이 각각 하나의 돌로 되어 있으며, 각 층 몸돌에는 두꺼운 모서리기둥을 조각하였다. 1층 몸돌의 각 면에는 연꽃대좌 위에 앉아 있는 여래상(如來像)을 조각하였고, 2층 이상의 몸돌은 훨씬 작아지는 모습이다. 지붕돌은 밑면의 받침이 3단씩이고 처마 밑은 수평을 이루고 있다. 탑의 꼭대기에는 머리장식으로 노반(露盤:머리장식받침)만 남아 있고 그 위에 보주(寶珠:연꽃봉오리모양의 장식)가 있다.
이 석탑은 특히 각 부분의 풍부한 조각들이 눈에 띄는데, 보존상태가 좋고 조각된 상들도 뚜렷하다. 탑신에 비해 밑의 기단부가 너무 커 보이는 경향이 있으나 매우 안정된 느낌을 주는 통일신라시대의 석탑이다.

## 사진

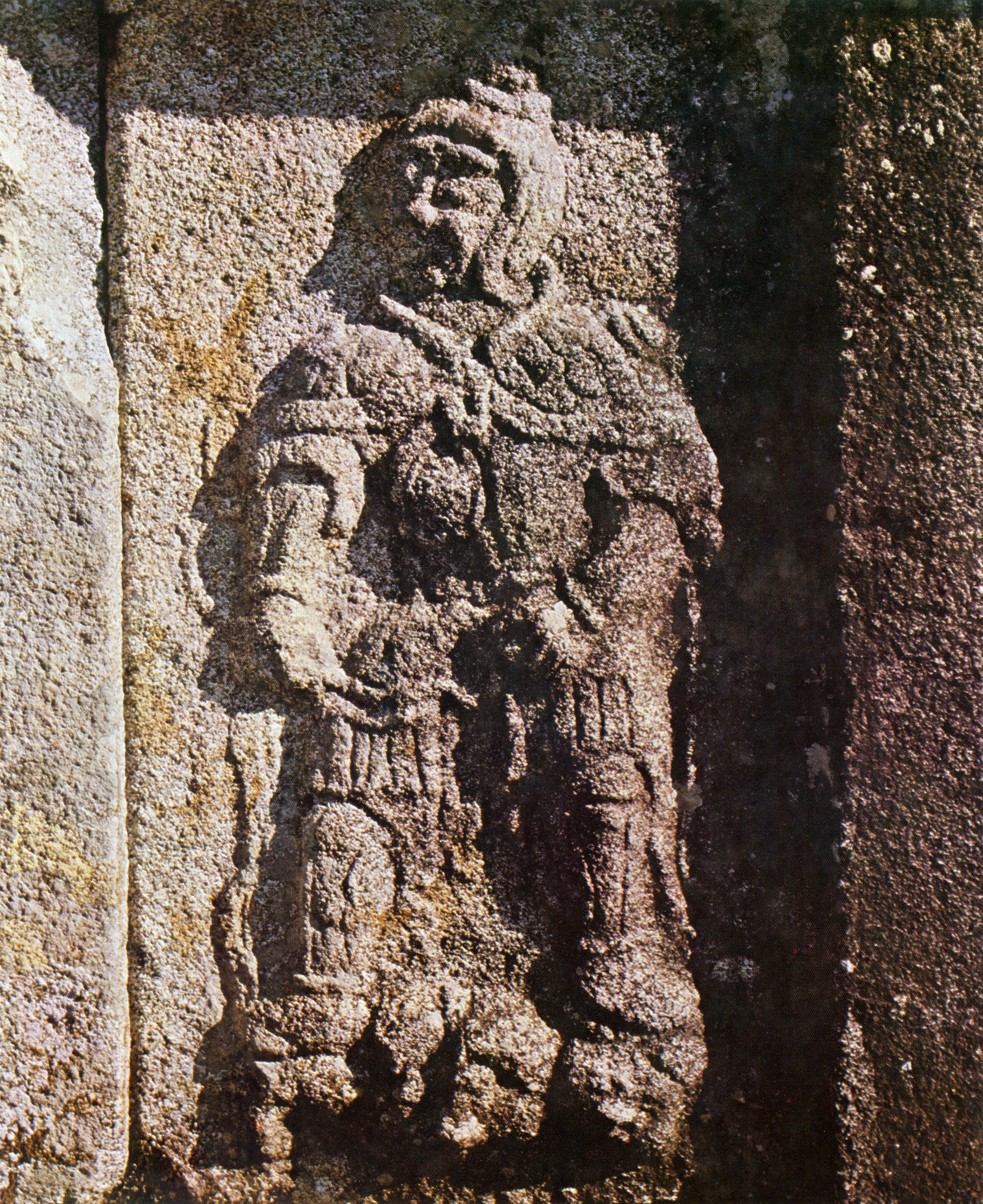
사천왕상

## 같이 보기
- 광양 중흥산성 - 전라남도 기념물 제178호
- 광양 중흥산성 쌍사자 석등 - 국보 제103호

## 참고 자료
- 광양 중흥산성 삼층석탑 - 국가유산청 국가유산포털